# Publije Herenije Deksip
Publije Herenije Deksip (latinski Publius Herennius Dexippus, starogrčki Δέξιππος), ca. 210–273) bio je grčki povjesničar, vojskovođa i političar iz doba Rimskog Carstva. Služio je kao nasljedni svećenik eleuzinske obitelji Kerykes te kao arhont basileus i arhont eponymous u Ateni. Istakao se hrabrošću i domoljubljem prilikom najezde Herula godine 269. te mu je podignut spomenik.
Poznat je kao autor triju knjiga koje je kasnije spominjao Fotije, a to su:
1. Događaji poslije Aleksandra, vjerojatni epitom Arijana
2. Scythica, povijest rimskih sukoba s Gotima (arhaički nazvanih Skitima) u 3. stoljeću
3. Chronike Historia u 12 knjiga, koji opisuju 1000-godišnju povijest do vladavine cara Klaudija Gotskog (270)

Kroniku je poslije nastavio Eunapije iz Sarda, a vjeruje se da je služila kao jedan od glavnih izvora za Historiu Augustu.

## Vanjske poveznice
- Dexippus' Fragments in Dindorf's 1870 Minor Greek Historians